# Catagramma pujoli
Catagramma pujoli är en fjärilsart som beskrevs av Charles Oberthür 1916. Catagramma pujoli ingår i släktet Catagramma och familjen praktfjärilar. Inga underarter finns listade i Catalogue of Life.